# Pointe-à-Pitre
Pointe-à-Pitre – miasto w Gwadelupie (departament zamorski Francji), nad Morzem Karaibskim. Około 28,4 tys. mieszkańców. W mieście znajduje się port lotniczy Pointe-à-Pitre, największy z sześciu lotnisk archipelagu Małe Antyle.